# W Sagittarii
W Sagittarii (W Sgr, Gamma-1 Sagittarii (Sgr)) là một ngôi sao hệ thống nhiều sao trong chòm sao Nhân Mã và là một ngôi sao biến quang Cepheid.
W Sagittarii là một người bạn đồng hành trong tầm nhìn quang học gần một độ từ độ sáng hơn nhiều γ 2 Sgr (Al Nasl) đánh dấu vòi phun hoặc vòi phun của asterism.

## Hệ thống
W Sgr được liệt kê là thành phần A của hệ thống nhiều ngôi sao và đã được phân loại là ADS 11029 và WDS J18050-2935. Thành phần B và C lần lượt ở mức độ là 33 " và 46" và cả hai đều có cường độ là thứ 13. Chúng hoàn toàn là bạn đồng hành về quang học, không liên quan về mặt vật lý với W Sgr.
Thành phần A, W Sgr, bản thân nó là một hệ thống ba ngôi sao, với các thành phần được gọi là W Sgr Aa1, Aa2 và Ab. Chúng cũng được gọi là các thành phần Aa, Ab và B tương ứng. Người bạn đồng hành bên ngoài Ab đã được giải quyết ở khoảng cách 0,14 "và lớn hơn 5 độ lớn so với siêu lớp chính. Các thành phần bên trong chỉ có thể được xác định bằng quang phổ bằng các biến thể vận tốc hướng tâm của chúng. Chính là 6 M☉ siêu sao khổng lồ màu vàng, trong khi cơ sở là một ngôi sao dãy chính F sớm với một khối lượng nhỏ hơn 1.4 M☉.

## Sự thay đổi
Thành phần siêu sáng W Sgr Aa1 là một ngôi sao biến đổi, dao động thường xuyên giữa các cường độ đó là 4.3 và 5.1 cứ sau 7.59 ngày. Trong các xung, loại nhiệt độ và quang phổ đó cũng khác nhau. Nó được phân loại là một biến Cepheid cổ điển (Cephei).